# タイムマシーン3号
タイムマシーン3号（たいむましーんさんごう）は、太田プロダクションに所属する日本のお笑いコンビ。2000年4月結成。『M-1グランプリ』2005・2015、『THE SECOND 〜漫才トーナメント〜 2024』ファイナリスト、『オンバト+』第2代チャンピオン、『キングオブコント2016』第4位。

## メンバー
山本 浩司（やまもと こうじ、1979年6月22日 - ）（46歳）
ツッコミ担当、立ち位置は向かって左。
新潟県新潟市出身。
身長175cm、体重65kg。
母親は実家で美容室を営んでおり、コンビでのYouTubeチャンネルにも度々登場している。
趣味はゴルフ、ランニングなど。観葉植物マニアで、100鉢以上の観葉植物を育てている。特技はけん玉、サッカー、女の子の可愛い仕草を見つけること。
お笑い芸人ユニットFKDZ（旧・FKD48）ではスケベ担当、キャッチフレーズは「ナンパ大好きナン顔男」。
藤田ニコルの母親と仲が良い。
10年以上にわたり、渋谷区初台に住んでいた。自宅をYouTubeの撮影に使われることが多く、関にアポなしで突撃されることもあった。さらに、スタッフの雑な編集によって部屋を特定されたことで私生活にも影響が出てしまい、2024年春頃に転居した。
関 太（せき ふとし、1979年8月5日 - ）（45歳）
ボケ担当、立ち位置は向かって右。
群馬県吾妻郡中之条町（旧六合村）出身。身長163cm、体重115kg。
本名及び旧芸名：関 智大（せき ともひろ）
父親が関家へ養子に入ったため、戸籍上は関だが、父の旧姓が相方と同じ「山本」だった。
自身の祖父は餅をつく杵と臼を作る職人をしていた。
芸名の「太」は、ハチミツ二郎（東京ダイナマイト）が命名した。

趣味は漫画、特技はダーツ。後輩20人ほどでチームを作り、月に1回トーナメントを開催していた。
2015年4月より中之条町の観光大使に就任。
2015年8月5日、交際11年の一般女性と結婚。2022年1月11日に自身のTwitterで、第二子となる男児の誕生と、第一子が生まれて間もなく逝去したことを報告。
相方の山本は、YouTubeチャンネルでドッキリをかけられる形で、関の息子と初めて顔を合わせた。その際、山本が「マグロ崎すし太郎」、関が「紅孔雀覇王丸（べにくじゃく はおうまる）」と即興でボケたため、一部の業界関係者からは「すし太郎」と呼ばれている。
お笑い芸人ユニットFKDZ（旧・FKD48）では眼鏡担当、キャッチフレーズは「重量級おしゃべりマシーン」。
ラジオ番組『有吉弘行のSUNDAY NIGHT DREAMER』（JFN）内での有吉の勧めにより、酒井健太（アルコ&ピース）と共にYouTuberユニット『YouTube集団男トス（メントス）』のメンバーとしても活動している。
アメリカンドッグの根元部分が好物で、小学校時代の給食で出た際は、食べ終わった棒を机の引き出しの中に入れ、クラスメイトから貰ったものも含め授業中に食べていた。ある日の掃除中に机を裏返したところ、引き出しから棒が出てきてしまい、当時の担任に注意を受けた。
咀嚼する度に「チャプチャプ」と鳴る癖がある。コンビでのYouTubeでは、食べ物を扱う企画が行われる度に山本からの指摘を受けたり、視聴者のコメントで「カードチャプター関」「クチャップラー関」などと弄られたりしている。本人曰く「自覚が無い」とのこと。

## 来歴
関は幼少期にテレビが一番面白いものだと考えていたため、作る側に回りたかったという。山本は地元にいた頃から別の相手と漫才をしていた。
東京アナウンス学院のお笑い専門コースで出会う。学院の単位を取るために、誰ともコンビを組めなかった余り物同士で組まされており、どこかのタイミングで解散するだろうと思っていたため、当初は気まずい雰囲気だったという。山本は、コンビを結成してしばらくの間は人気こそなかったもののライブで笑いは取れており、やめるにやめられなかったと述べている。コンビ名の「3号」は関が一食に食べるご飯の量（3合）が由来で（関の出席番号からとも）、「タイムマシーン」は山本が名付けた。
テレビ番組『爆笑オンエアバトル』などで頭角を現し、2005年に『M-1グランプリ』で決勝戦に進出するなど、デビューしてすぐに注目を集めていた。『爆笑オンエアバトル』および後継番組の『オンバト+』のチャンピオン大会に7年連続で出場し、2012年には優勝を果たした。
2013年6月30日まではジェイピィールーム（アップフロントグループ）へ所属していたが、同社のお笑い部門撤退により同年8月1日付で太田プロに移籍した。移籍直前には同事務所所属の前田敦子が「タイムマシンなんていらない」という楽曲を発表して話題になり、様々な番組に呼ばれるようになったほか、関が秋元康のものまねをするきっかけにもなった。
2015年、ラストイヤーでの参加となった『M-1グランプリ2015』で再び決勝戦進出を果たす。2016年には『キングオブコント』の決勝戦に進出。2019年1月に開設されたYouTubeチャンネルでは、ネタ動画だけではなくプライベート感のある企画動画が人気を集める。テレビ番組『有吉の壁』や『ラヴィット！』などでも活躍し、2023年には今までのキャリアで最も忙しいと述べている。2024年、『THE SECOND 〜漫才トーナメント〜』グランプリファイナルに出場。

## 芸風
大柄ながら清潔感のある関のボケと、それを優しく受け止める山本のテンポのよい掛け合いが特徴。ネタがつまらないことよりも理解されないことの方がつらいという考えから、あらゆる層に対応した笑いを届けるネタ作成を意識している。かつては、登場時のツカミとして、関が「がんばれ半袖、負けるな短パン！」と発することもあった。
2004年頃は、スーツの色を揃えたり、毒のある発言をしたり、ボケとツッコミを入れ替えたりするなど、迷走することもあった。2013年まで所属していた事務所には芸人の先輩が少なく、焦りを感じながらも悩みを相談できる先輩がいなかった。
太田プロダクション移籍前には「デブネタ」を封印していたが、西堀亮（マシンガンズ）のアドバイスに影響を受け、移籍後にはもとからあったネタを「デブネタ」に変えるなど「タイムマシーン3号としての形」を確立していき、『M-1グランプリ2015』での決勝戦進出にも繋がったとされている。山本は「我々のわかりやすい笑いと世間の潮流が合致した」と分析している。

## 賞レース成績・受賞歴など

### M-1グランプリ
2005年では結成年が「1999年」とされていたが、大会復活後に「2000年」に修正された。
| 年     | 結果       | エントリーNo. | 決勝戦キャッチコピー          | 備考                          |
| ------ | ---------- | ------------- | ----------------------------- | ----------------------------- |
| 2003年 | 準決勝敗退 | 1231          |                               |                               |
| 2004年 | 準決勝敗退 | 2583          |                               |                               |
| 2005年 | 決勝7位    | 3347          | アキバ系カリスマデブ          |                               |
| 2006年 | 準決勝敗退 |               |                               |                               |
| 2007年 | 準決勝敗退 | 4208          |                               |                               |
| 2008年 | 準決勝敗退 | 4456          |                               |                               |
| 2009年 | 準決勝敗退 | 4591          |                               |                               |
| 2010年 | 準決勝敗退 |               |                               | 1度目のラストイヤー、予選12位 |
| 2015年 | 決勝4位    | 1128          | 器用なおデブさんは好きですか? | 2度目のラストイヤー           |

### 爆笑オンエアバトル → オンバト+ チャンピオン大会
| 番組名             | 回（年）         | 結果          | 備考                            |
| ------------------ | ---------------- | ------------- | ------------------------------- |
| 爆笑オンエアバトル | 第7回（2005年）  | ファイナル4位 | セミファイナルAブロック 5位通過 |
| 爆笑オンエアバトル | 第8回（2006年）  | ファイナル7位 | セミファイナルAブロック 5位通過 |
| 爆笑オンエアバトル | 第9回（2007年）  | ファイナル2位 | セミファイナルBブロック 1位通過 |
| 爆笑オンエアバトル | 第10回（2008年） | ファイナル4位 | セミファイナルBブロック 1位通過 |
| 爆笑オンエアバトル | 第11回（2009年） | ファイナル2位 | セミファイナルAブロック 2位通過 |
| オンバト+          | 第1回（2011年）  | 2位           | ファーストステージ 2位通過      |
| オンバト+          | 第2回（2012年）  | チャンピオン  | シード                          |

### 日清食品 THE MANZAI
| 年     | 結果               |
| ------ | ------------------ |
| 2011年 | 2回戦敗退          |
| 2012年 | 本戦サーキット敗退 |
| 2013年 | 2回戦敗退          |
| 2014年 | 2回戦敗退          |

### キングオブコント
- 2010年 準決勝敗退
- 2012年 準決勝敗退
- 2016年 決勝4位
- 2018年 準々決勝敗退

### THE SECOND 〜漫才トーナメント〜
| 年     | 結果                         |
| ------ | ---------------------------- |
| 2023年 | ノックアウトステージ16→8敗退 |
| 2024年 | グランプリファイナル ベスト8 |

### その他
- 2010年 第9回漫才新人大賞 優秀賞

## 出演

### テレビ番組

#### 現在のレギュラー番組
- スマイルスタジアムNST（新潟総合テレビ） - レギュラーゲスト
- 有吉の壁（日本テレビ）
- オールスター感謝祭（2016年4月9日 - 、TBSテレビ）
- オールスター後夜祭（2018年4月1日・10月7日[46]・2019年4月6日[47]・2021年3月28日[48]・10月10日・2022年3月27日・10月2日・2023年4月9日・10月15日・2024年4月7日、TBSテレビ）
- ゆうと王子の大冒険（2021年1月16日 - 、チャンネル銀河） - 執事 役 ※辰巳ゆうとと共演[49]
- ラヴィット!（2022年3月3日 - 、TBSテレビ） - 不定期出演
- カズレーザーと学ぶ。（日本テレビ）- 準レギュラー

#### 過去のレギュラー番組
- メンB（2004年4月16日 - 10月1日、日本テレビ） - 第1期レギュラー
- 黄金鷲団（2005年4月2日 - 12月24日、東日本放送） - MC
- お元気ですか日本列島（NHK総合テレビジョン、2005年4月 - 9月） - 『ハツラツ道場』リポーター
- みんなDEどーもくん!（2012年4月8日 - 2017年4月2日、NHK BSプレミアム）
- スマイル!（2012年4月12日 - 2018年9月25日、NHK Eテレ） - 関のみ
- つんつべ♂バク音（2013年7月18日 #107 - 2018年10月31日、TOKYO MX） - MC
- バイキング（2014年5月9日 - 7月11日、フジテレビ） -「本音の王子様」のコーナーを担当
- 有吉弘行のダレトク!?（2016年11月15日ほか、フジテレビ） - 関のみ（山本も出演経験あり）
- ぐんま一番[50][51]（2017年4月3日 - 2021年3月19日、群馬テレビ） - MC
- スマートフォンデュ （2017年10月27日 - 2018年12月21日、テレビ朝日） - MC
- にじさんじのくじじゅうじ（2018年10月17日 - 2019年3月27日、AbemaTV ウルトラゲームス） - MC
- めちゃんこSKEEEEEEEEEE!!（2019年2月16日 - 2019年4月13日、dTV） - MC
- ハロプロダンス学園[52]（2019年3月21日 - 6月、CSダンスチャンネル） - MC
- イケダンMAX[53]（2019年4月18日 - 2020年3月26日、TOKYO MX） - MC
- それって!?実際どうなの課（2019年5月22日 - 2024年3月27日、中京テレビ） - 関のみ準レギュラー
- とれたてミスジェニック（2019年7月3日 - 2019年9月25日、TOKYO MX） - MC（山本のみ）[54]
- ポップUP!（フジテレビ） - 月曜不定期コーナー 最後メシ見届け人
- すみっこオカルト研究所（2020年3月13日 - 2023年1月1日、エンタメ〜テレ） - MC（山本のみ）
- Liella!のちゅーとりえら!!（2025年4月3日 - 5月1日、日本テレビ）[55]

#### 過去の出演番組
- 爆笑オンエアバトル（NHK総合）
- 登龍門F（フジテレビ）
- E娘!（2006年10月12日、TBSテレビ）
- 笑いの金メダル（朝日放送）
- 元祖!でぶや（テレビ東京）
- カンニングの恋愛中毒（GYAO!）
- くるくるドカン〜新しい波を探して〜（フジテレビ）
- 爆笑レッドカーペット（フジテレビ） - キャッチコピーは「チャーシュー漫才」→「脂ギッシュコント」
- 新春ピンクカーペット（フジテレビ） - キャッチコピーは「チャーシュー漫才」
- エンタの神様（日本テレビ） - キャッチコピーは「笑いのミニどんぶり」
- エンタの天使（日本テレビ） - キャッチコピーは「迷える結婚相談所」
- ゼベック・オンライン（2004年11月8日、TOKYO MX）
- メントレG（2008年5月25日、フジテレビ）
- ぐるぐるナインティナイン（2008年、日本テレビ）
- お笑いDynamite!（2007年・2008年、TBSテレビ） - キャッチコピーは「年中無休の真夏スタイル」
- Touch! eco 2008 明日のために…55の挑戦?スペシャル（日本テレビ）
- Hi! Hey! Say!（テレビ東京） - 関のみ
- お笑い図鑑 ハマヌキ（テレビ神奈川）
- ウンナン極限ネタバトル! ザ・イロモネア 笑わせたら100万円（TBSテレビ） - 『ゴールドラッシュ』に出場、3週目を勝ち抜きイロモネア出場権獲得。しかし1stステージ敗退。
- 笑いがいちばん（NHK総合）
- お台場お笑い道（フジテレビ）
- お願い!ランキング（テレビ朝日）
- ファミレストーク王決定戦（フジテレビ）
- キズナ食堂（TBSテレビ） - 関のみ
- ショーバト!（2010年8月24日、日本テレビ） - 「ミニバト!」に出演
- ロンドンハーツ（2010年12月14日、テレビ朝日）
- 東京・超人クラブ（2011年2月24日・5月19日、あっ!とおどろく放送局）
- ハピくるっ!（2012年1月30日、関西テレビ）
- ぶらかるちゃ（2012年2月8日・15日、J:COMチャンネル）
- スマホ戦隊!!ウイルスバスターズ（2012年3月27日、ニコニコ生放送）
- ジャガイモン（2012年4月26日、CSテレ朝チャンネル）
- 笑神降臨（2012年7月14日、NHK総合）
- ブラマヨとゆかいな仲間たち アツアツっ!（2012年9月9日、テレビ朝日）
- アメトーーク!（テレビ朝日）
  - 「もっともっとテレビに出たい芸人」（2012年12月6日、テレビ朝日）
  - 「アメトーーーーーーーーーーク2012年ラスト輝く!!最優秀芸人46名やってくれたな黒地蔵どうした!?」内「デブ芸人vsガリガリ芸人」（2012年12月31日、テレビ朝日） - 関のみ
  - 「年末5時間SP延長戦（1）デブ芸人vsガリガリ芸人」（2013年1月17日、テレビ朝日） - 関のみ
  - 若手プレゼン大会（2014年3月7日、テレビ朝日） - 関のみ
- ちょこっとアイドル育成バラエティ スタート・スター（2013年3月26日、テレビ東京）
- やじうまテレビ!（2013年8月2日、テレビ朝日）
- シューイチ（2013年8月4日、日本テレビ）
- ZIP!（2013年9月25日・10月31日・2014年1月7日・3月24日・4月15日、日本テレビ）
- ナニコレ珍百景（2013年10月2日・16日・2014年7月9日・10月15日、テレビ朝日）
- マサカメ TV（2013年10月5日・12月30日・2014年5月31日・6月28日・7月12日 - 以降月2回程度出演、NHK総合1）
- コズミックフロントスペシャル クイズで目指せ宇宙マスター（2013年11月4日、NHK BSプレミアム）
- ◯◯円あったら××できるでしょ?（2013年11月3日・10日・16日、CSテレ朝チャンネル）
- フットンダ（2014年1月23日、テレビ朝日）
- ブッキングGP（2014年4月11日）
- トコトン掘り下げ隊!生き物にサンキュー!!（2014年5月21日、TBSテレビ）
- 笑点（日本テレビ、2014年8月3日、2021年4月4日）
- ワーキングデッド〜働くゾンビたち〜（2014年11月27日、BSジャパン） - 関のみ
- 速報!有吉のお笑い大統領選挙2014（2014年12月29日、テレビ朝日）
- 速報!有吉のお笑い大統領選挙2015春（2015年4月26日、テレビ朝日）
- PON!（2015年1月30日、日本テレビ）
- なら婚（2015年6月24日・7月1日、日本テレビ）
- ネクストブレイク「笑札」（2015年9月14日・21日、日本テレビ）
- Rの法則（2016年5月16日、NHK Eテレ）
- Let's天才てれびくん（2016年5月25日、NHK Eテレ）
- 笑わせたもん勝ちトーナメント KYO-ICHI（フジテレビ、2016年11月11日）
- 有吉ベース（フジテレビONE）
- にちようチャップリン（2017年4月8日・2018年2月11日、テレビ東京）
- JOYのASOBU-TV JOYnt! （2017年5月3日、群馬テレビ） - ゲスト出演
- わらたまドッカ〜ン（2017年6月5日・11月6日・2018年7月2日、NHK Eテレ）
- イッテンモノ!（2017年12月13日、テレビ朝日） - ゲストMC
- 群馬テレビMC対抗ガチンコオリジナルすき焼き対決!（2017年12月23日、群馬テレビ） - スペシャル特番
- 裸の少年（テレビ朝日） - 山本のみ
- ニュースeye8（2019年6月20日、群馬テレビ） - ゲスト出演
- 秘密のケンミンSHOW 極（2021年11月25日、読売テレビ）
- OCHA NORMAの お茶の間さまの言うとおり（2023年1月12日 - 3月9日、BSJapanext） - 山本のみ、産休中の江上敬子の代役MC
- 冒険少年（2023年10月16日、TBS）- 脱出島（1位/3チーム）
- NHK紅白歌合戦（2023年12月31日、NHK総合・ラジオ第1）- 演歌歌手三山ひろしによる演目「どんこ坂～第7回けん玉世界記録への道～」内で行われた「連続してけん玉をキャッチした人の最も長い列」のギネス世界記録認定を目指す企画内でけん玉を催した。128人の列の中で関が1人目、山本が2人目であり、2人は成功したものの他の企画参加者の失敗により記録自体は認定されなかった。
- クイズ！あなたは小学5年生より賢いの？（2024年6月21日、日本テレビ）
- 今夜はナゾトレ（2024年7月2日、フジテレビ）
- 未来人に残したい！ふるさとタイムレスカプセル（2025年6月29日予定、読売テレビ） - 進行[56]

### ドラマ
- 林家三平ものがたり おかしな夫婦でどーもスィマセーン!（2006年8月20日、テレビ東京） - 関のみ（林家こぶ平 役）
- 派遣のオスカル〜 『少女漫画』に愛をこめて（2009年9月25日、NHK総合） - 関のみ（漫画家 役）
- 半分エスパー（2010年1月15日 - 3月19日、フジテレビTWO） - ラジオ局ディレクター・AD 役
- 名古屋行き最終列車（2017年 - 2019年・2021年、名古屋テレビ放送） - 関のみ（堀内 役）
- 深夜のダメ恋図鑑 第5話（2018年11月4日、テレビ朝日） - 関のみ（加藤 役）
- 警視庁・捜査一課長2020（2020年4月9日、テレビ朝日）‐ 山本：恐喝をする不良A 役、関：恐喝をされる青年A 役
- 行列の女神〜らーめん才遊記〜 第6話（2020年5月25日、テレビ東京） - 屋台時代の「らあめん清流房」の客 役
- おかえりモネ 第49回（2021年7月22日、NHK） - 関のみ（照井達也〈「あさキラッ」キャスター〉役）
- 精神分析医 氷室想介の事件簿〜超高層ビル密室殺人の謎〜（2022年2月26日、BS-TBS） - 東浜物産社員 役
- らんまん (2023年9月19日、NHK)　- 関のみ
- インシデンツ2（DMM TV、2024年1月19日 - 2024年2月9日）- 山本：沼田健二 役、関：近藤真一 役

### アニメ
- ルビー・グルーム（カートゥーン ネットワーク） - 声の出演（山本：フランク 役／関：レン 役）
- あはれ!名作くん（NHK Eテレ） - 声の出演（関：悪代官、魔神 役）
- せいぜいがんばれ!魔法少女くるみ（BS11、AbemaTV、MixBox） - 声の出演（関：暗黒大明神、怪人たち、肝谷 役／山本：オブザ 役）

### ラジオ番組

#### 現在の出演番組
- 有吉弘行のSUNDAY NIGHT DREAMER（2010年4月4日 - 、JFN系列） - 2014年6月以降不定期月替りアシスタント
- タイムマシーン3号の「タイムちゃん」（2021年4月6日 - 、FM FUJI） - アシスタント：乃木坂46の矢久保美緒

#### 過去の出演番組
- 2COOL!水曜（2007年・2008年、東海ラジオ）
- RADICAL LEAGUE月曜 タイムマシーン3号〜I'm HUNGRY?〜（2006年4月3日 - 2009年3月、FM FUJI）
- タイムマシーン3号のオールナイトニッポンR（2006年1月13日、ニッポン放送）
- まいとたいむ（2008年4月6日 - 2012年3月31日、RKB毎日放送・山口放送） - 里田まいと共にパーソナリティを務めた。
- ASIAN美少女5on5（有線放送）
- DREAM STAGE（2009年4月 - 2010年3月27日、FM FUJI）
- NEVERMIND!! 月曜 タイムマシーン3号の代々木マンデーズ（2010年4月5日 - 2011年3月28日、FM FUJI）
- K・WEST ENTAME GENERATION 木曜（2010年10月4日 - 2014年3月27日、bayfm）
- YOYOGI PIRATES 月曜 タイムマシーン3号のやりすぎマンデーズ（2011年4月4日 - 2014年3月31日、FM FUJI）
- れいなたいむ（2012年4月7日 - 2013年6月29日、RKB毎日放送・山口放送） - 田中れいなと共にパーソナリティを務めた。
- タイムマシーン3号の「俺たちの穴!!」（2014年4月4日 - 2021年3月30日、FM FUJI） - アシスタント帆風千春
- 爆笑問題の日曜サンデー（2016年1月24日・2017年1月29日・2019年4月29日、TBSラジオ）
- マイナビ Laughter Night（TBSラジオ）
- おとなりさん（2022年6月10日、文化放送）
- 真誠presents タイムマシーン３号のそろそろ売れてもいいんじゃない？（2023年4月1日 - 2024年9月28日、CBCラジオ）
- 藤田ニコルのあしたはにちようび（2020年1月4日 - 2024年12月28日 、TBSラジオ）

### ウェブ番組
- ぐんまちゃんTV（2017年 - 2021年） - 『ぐんま一番』の裏側やロケ飯を紹介する番組
- ミスマガTV（2019年7月23日 - 12月24日、YouTube・ミスマガTVチャンネル） - MC[57]
- めちゃんこSKEEEEEEEEEE!!（2019年2月16日 - 4月12日、dTV） - MC
- アイカツプラネット! ミラーイン☆ラボ（2021年9月9日 - 11月25日・2022年2月17日 - 7月21日、YouTube「アイカツプラネットステーション」他） - MC
- タイムマシーン3号のまんぷく激場（2022年7月16日 - 、YouTube「楽園チャンネル」）
- タイムマシーン3号のお料理向上委員会（2023年10月3日 - 、YouTube「DELISH KITCHEN - デリッシュキッチン」チャンネル）[58]

### 映画
- 有吉の壁 カベデミー賞 THE MOVIE（2022年6月11日、ライブビューイングジャパン）[59]
  - 「ドライブ・アイ・サー」関のみ
  - 「まっぱ MAPPA」山本のみ

### イベント
- 就活生のためのSNS「JOB-SHIP」の就活ひとやすみ交流会（2006年3月20日）
- CHEMICAL BUMP SHOW!!（2012年7月6日：大阪、7月7日：名古屋、7月13日：東京・渋谷） - 山中さわおのライブイベント

### CM
- 浜名湖自動車学校（2005年 - 2009年）
- ほのぼのレイク（2006年）
- ブリヂストン「ミスタータイヤマン」（2012年11月 - ） - メインキャラクター（スピーディーとセーフティー）の声優として
- 損保ジャパン日本興亜ひまわり生命保険（関）

### MV
- ポルカドットスティングレイ「バケノカワ」（2019年）[60]

### DVD
- 青春18キック（2005年3月25日、ジェネオン エンタテインメント）
- マジ☆ワラ vol.5（フォーサイド・ドット・コム）
- メリッサに恋して（2006年9月6日、ソニー・ミュージックディストリビューション）
- メトロ鉄道の夜（2011年2月23日、よしもとアール・アンド・シー）
- ひまわり畑でつかまえて（2012年2月22日、よしもとアール・アンド・シー）
- ROAR! FLASH! AND MEMORIES 2013.06.02 at Shibuya O-EAST “Buzzy Roars Tour”（2013年9月16日、DELICIOUS LABEL） - 山中さわおのライブDVD（特典は2012年7月13日のCHEMICAL BUMP SHOW）

### CD
- 愛は勝つ（2011年6月22日、zetima） - アップフロントグループによる復興応援プロジェクト「がんばろうニッポン 愛は勝つ シンガーズ」に参加
- BEAT&LOOSE（2013年10月2日、zetima） - 中島卓偉のアルバム（2曲目「サイトウダイスケ〜all good adults go to heaven?〜」にMCで参加）